# Jay Duplass
Lawrence Jay Duplass (Nueva Orleans, 7 de marzo de 1973) es un director de cine, actor y guionista estadounidense, reconocido por sus películas The Puffy Chair (2005), Cyrus (2010) y Jeff, Who Lives at Home (2011), hechas en colaboración con su hermano menor, Mark Duplass.

## Filmografía

### Cine y televisión
| Año           | Título                  | Formato      | Papel             | Créditos | Créditos  | Créditos | Créditos |
| Año           | Título                  | Formato      | Papel             | Director | Productor | Escritor | Actor    |
| ------------- | ----------------------- | ------------ | ----------------- | -------- | --------- | -------- | -------- |
| 2023          | Pain Hustlers           | Largometraje | TBA               |          |           |          |          |
| 2021          | La directora            | Serie        | Bill Dobson       | No       | No        | No       | Sí       |
| 2018          | The Oath                | Largometraje | Clark             | No       | No        | No       | Sí       |
| 2018          | Duck Butter             | Largometraje | Jay               | No       | Sí        | No       | Sí       |
| 2018          | Wild Wild Country       | Documental   |                   | No       | Sí        | No       | No       |
| 2018          | Prospect                | Largometraje | Damon             | No       | No        | No       | Sí       |
| 2017          | Outside In              | Largometraje | Chris             | No       | Sí        | Sí       | Sí       |
| 2017–presente | Room 104                | Serie de TV  | Daniel            | No       | Sí        | No       | Sí       |
| 2017          | Take Me                 | Largometraje |                   | No       | Sí        | No       | No       |
| 2017          | Table 19                | Largometraje |                   | No       | No        | Sí       | No       |
| 2017          | Beatriz at Dinner       | Largometraje | Alex              | No       | No        | No       | Sí       |
| 2017          | Landline                | Largometraje | Ben               | No       | No        | No       | Sí       |
| 2017–20       | Search Party            | Serie de TV  | Elijah            | Sí       | No        | No       | Sí       |
| 2016          | Rainbow Time            | Largometraje | Adam              | No       | Sí        | No       | Sí       |
| 2016–presente | Animals.                | Serie de TV  | Dennis            | No       | Sí        | No       | Sí       |
| 2015          | 6 Years                 | Largometraje |                   | No       | Sí        | No       | No       |
| 2015          | Paper Towns             | Largometraje |                   | No       | No        | No       | Sí       |
| 2015          | The Bronze              | Largometraje |                   | No       | Sí        | No       | No       |
| 2015          | Manson Family Vacation  | Largometraje | Nick              | No       | Sí        | No       | Sí       |
| 2015          | Tangerine               | Largometraje |                   | No       | Sí        | No       | No       |
| 2014          | Wedlock                 | Serie de TV  |                   | No       | Sí        | No       | No       |
| 2015–16       | Togetherness            | Serie de TV  |                   | Sí       | Sí        | Sí       | No       |
| 2014          | Adult Beginners         | Largometraje |                   | No       | Sí        | No       | No       |
| 2014–presente | Transparent             | Serie de TV  | Josh Pfefferman   | No       | No        | No       | Sí       |
| 2014          | The One I Love          | Largometraje |                   | No       | Sí        | No       | No       |
| 2014          | The Skeleton Twins      | Largometraje |                   | No       | Sí        | No       | No       |
| 2013          | Bad Milo!               | Largometraje |                   | No       | Sí        | No       | No       |
| 2012          | Safety Not Guaranteed   | Largometraje |                   | No       | Sí        | No       | No       |
| 2012          | Black Rock              | Largometraje |                   | No       | Sí        | No       | No       |
| 2012–17       | The Mindy Project       | Serie de TV  | Duncan Deslaurier | No       | No        | No       | Sí       |
| 2012          | The Do-Deca-Pentathlon  | Largometraje |                   | Sí       | Sí        | Sí       | No       |
| 2011          | Jeff, Who Lives at Home | Largometraje |                   | Sí       | Sí        | Sí       | No       |
| 2011          | Kevin                   | Documental   |                   | Sí       | Sí        | Sí       | No       |
| 2011          | Slacker 2011            | Largometraje |                   | Sí       | No        | No       | Sí       |
| 2010          | Cyrus                   | Largometraje |                   | Sí       | Sí        | Sí       | No       |
| 2008          | Baghead                 | Largometraje |                   | Sí       | Sí        | Sí       | No       |
| 2008          | Nights and Weekends     | Largometraje |                   | No       | No        | No       | Sí       |
| 2005          | The Intervention        | Cortometraje |                   | Sí       | No        | No       | No       |
| 2005          | The Puffy Chair         | Largometraje |                   | Sí       | Sí        | Sí       | No       |
| 2004          | Scrapple                | Cortometraje |                   | Sí       | Sí        | Sí       | No       |
| 2003          | Death for Sale          | Cortometraje |                   | No       | Sí        | No       | No       |
| 2003          | This is John            | Cortometraje |                   | Sí       | No        | No       | No       |
| 2002          | The New Brad            | Cortometraje |                   | Sí       | Sí        | Sí       | No       |
| 1996          | Connect 5               | Cortometraje |                   | No       | Sí        | No       | No       |